# هارومي ساكوراي
هارومي ساكوراي (باليابانية: 櫻井 浩美) مواليد 21 أكتوبر 1982، هي مؤدية أصوات يابانية.

## الأعمال

### مسلسلات أنمي تلفزيونية
- فايري تايل
- سيكون نو كويسر
- تو لاف-رو
- نبضات الملاك! - يوري ناكامورا

## وصلات خارجية
- هارومي ساكوراي على موقع IMDb (الإنجليزية)
- هارومي ساكوراي على موقع ميوزك برينز (الإنجليزية)
- هارومي ساكوراي على موقع قاعدة بيانات الفيلم (الإنجليزية)
- هارومي ساكوراي على موقع ANN person (الإنجليزية)